# Eurata strigiventris
Eurata strigiventris là một loài bướm đêm thuộc phân họ Arctiinae, họ Erebidae.